# Босман, Ян
Ян Босман (нидерл. Johannes Wilhelmus «Jan» Bosman; 27 ноября 1945, Амстердам — 28 сентября 1992, Амстердам) — нидерландский дзюдоист, чемпион (1972, 1974—1976), серебряный (1973) и бронзовый (1970, 1979, 1980) призёр чемпионатов Нидерландов, серебряный призёр чемпионата Европы 1972 года, участник летних Олимпийских игр 1972 года в Мюнхене. Выступал в средней (до 86 кг), полутяжёлой (до 93-95 кг) и абсолютной весовых категориях.
На Олимпиаде нидерландец выступал в полутяжёлой весовой категории (до 93 кг). Босман последовательно победил ливанца Антуана Шидиака и филиппинца Фернандо Гарсия, но затем уступил американцу Джимми Вули и выбыл из борьбы за медали, заняв итоговое 11-е место.